# Moenkhausia chrysargyrea
La palometa aro de oro o lambarí (Moenkhausia chrysargyrea) es una especie de pez de la familia Characidae en el orden de los Characiformes.

## Morfología
Los machos pueden llegar alcanzar los 12 cm de
longitud total.

## Hábitat
Vive en zonas de clima tropical.

## Distribución geográfica
Se encuentran en Sudamérica: ríos costeros de las Guayanas y cuenca del río Amazonas.